# Concerto grosso
A concerto grosso (ol. nagy koncert) a versenymű egy speciális fajtája, ahol nem egy-, hanem több szólóhangszer van, de azok egy együttest képezve versenyeznek a zenekarral.
Ez egy nagyobb vonószenekarból (ripieno) és egy kisebb kamara együttesből (concertino) áll. A concertina két szóló hegedűből és a hozzá tartozó basso continuóból áll, amelyet általában egy cselló szokott játszani. Amikor mindkét zenekar játszik, az a tutti.
A barokkban igen kedvelt volt a halk-hangos hatás miatt.
Corelli, Concerto Grosso Op. 6 No. 4 - 1. Adagio - Allegro

Probléma esetén lásd:Médiafájlok kezelése.
A kialakulása Alessandro Stradella nevéhez, Olaszországhoz és 1680-hoz köthető. Az első híresebb concerto grossokat Arcangelo Corelli és Antonio Vivaldi írták, a későbbiekben pedig Georg Philipp Telemann, Georg Friedrich Händel, Willem de Fesch és Charles Avison. A leghíresebb concerto grossokat talán Johann Sebastian Bach írta (Brandenburgi versenyek).
A 18. század második felében a műfaj fokozatosan átalakult sinfonia concertantévá.
A 19. századra teljesen kiveszett.
A 20. században pedig Max Reger (Konzert im alten Stil), Ernest Bloch, Bohuslav Martinů és Alfred Schnittke felélesztették.